# Bizantievita
La bizantievita és un mineral de la classe dels silicats. Rep el nom, segons els autors que la van descriure, per reflectir la complexitat i la diversitat química de l'estructura d'aquest mineral, fent un símil amb l'Imperi Bizantí, que durant gairebé dotze segles va ser llar de moltes nacions i religions, amb una estructura molt complexa però, tanmateix, ben organitzat i efectiu.

## Característiques
La bizantievita és un silicat de fórmula química Ba₅(Ca,REE,Y)22(Ti,Nb)18(SiO₄)₄[(PO₄, SiO₄)]₄(BO₃)9O22[(OH),F]43(H₂O)1.5. Va ser aprovada com a espècie vàlida per l'Associació Mineralògica Internacional l'any 2009. Cristal·litza en el sistema trigonal. La seva duresa a l'escala de Mohs es troba entre 4,5 i 5.

## Formació i jaciments
Va ser descoberta a la glacera Darai-Pioz de les muntanyes Alai, dins la serralada Tien Shan (Regió sota subordinació republicana, Tadjikistan). També ha estat descrita al massís Dzhelisu, també dins de les muntanyes Alai però pertanyent a la província d'Oix, al Kirguizstan. Aquests dos indrets són els únics de tot el planeta on ha estat descrita aquesta espècie mineral.